# Şükrü Saracoğlu
Mehmet Şükrü Saracoğlu (Ödemiş, 1887 – Istambul, 27 de dezembro de 1953) foi um político turco, 6º primeiro-ministro da República da Turquia. Também foi presidente do Fenerbahçe S.K. por 16 anos (1934-1950), inclusive durante o período em que foi primeiro-ministro.

## Carreira política
A Varlık Vergisi, uma lei tributária aprovada durante o seu governo, em 1942, foi imposta sobre as minorias não-islâmicas na Turquia de maneira arbitrária e pouco realista, causando muitas críticas dentro e fora do país, que finalmente levaram à sua revogação dois anos mais tarde. O efeito desta lei draconiana e pouco duradoura foi uma vitória esmagadora do partido de oposição, o Partido Democrático, nas eleições gerais realizadas em 1950.
O estádio do clube de futebol turco do qual era torcedor e foi presidente, o Fenerbahçe, leva seu nome (Estádio Şükrü Saracoğlu).

## Fonte
- Biografia - Biyografi.info (em turco)